# 山本篤 (登山家)
山本 篤（やまもと あつし、男性、1962年10月7日 - ）は、日本の登山家。福岡県出身。明治大学卒業。日本山岳ガイド協会認定登攀ガイドで国立登山研修所の講師を務める。

## 概要
國學院大學久我山高等学校のワンダーフォーゲル部に所属し本格的な登山を開始。明治大学山岳部では主将を務めた。1987年のパキスタン・ラカポシ峰(7,788m)の遠征を皮切りに数々の海外遠征に参加。1992年には当時未踏峰としては最高峰だったナムチャバルワの初登頂に成功。文部省スポーツ功労賞、読売新聞社日本スポーツ賞を受賞した。
現在、明治大学体育会山岳部ヘッドコーチ、日本山岳ガイド協会認定登攀ガイド、国立登山研修所講師。

## 経歴
- 1962年10月7日 - 福岡県に生まれる。
- 1980年3月 - 國學院大學久我山高等学校卒業。
- 1986年3月 - 明治大学政治経済学部卒業
- 1986年4月 - 株式会社髙島屋入社
- 1987年4月 - 株式会社高島屋退社
- 1987年5〜7月 - ラカポシ(7,788m)、東峰7,010mまで
- 1988年2〜6月 - エベレスト(8,848m)　チベット側北東稜ルート、8,200mまで
- 1988年10月24日 - シシャパンマ(8027m/チベット)登頂。(山田昇,三枝照雄,清水修4名)

11月6日 - チョ・オユー(8,201m/チベット)に登頂。(山田昇,三枝照雄等4名)
※シシャパンマ、チョ・オユー連続登頂
- 1989年3〜4月 - マッキンリー（遭難した山田昇の捜索）
- 1989年10月13日 - エベレスト[南東稜](8,848m/ネパール)登頂。(三谷統一郎,大西宏)
- 1990年1月 - 明治製菓株式会社入社
- 1991年10月〜11月 - ナムチャバルワ(7,782m)、7,450mで敗退

1992年10月30日 - ナムチャバルワ(未踏峰/7,782m/チベット)初登頂。(三谷統一郎,青田浩,山本一夫,佐藤正倫5名)
- 1995年1月 - 明治製菓株式会社退社
- 1995年5月21日 - マカルー(未踏ルート/8,463m/チベット)登頂。未踏の東稜下部ルートを初登攀。(田辺治,竹内洋岳,谷川太郎等8名)
- 1996年 8月14日 - K2[南々東稜アブルッツィルート](8,611m/パキスタン)登頂。2日前に登頂した一次アタック隊と合わせ一チームとして史上最多の12人の大量登頂に成功。(村田文祥,谷川太郎,高橋和弘,竹内洋岳等12名)
- 1997年3月〜5月 - エベレスト　7,300mで敗退。
- 1997年8月10日 - マナスル[北東壁ルート](8,163m/ネパール)登頂。(三谷統一郎,高橋和弘,豊嶋匡明,加藤慶信,廣瀬学,原田暁之,関裕一)
- 1999年5月9日 - リャンカンカンリ(未踏峰/7,535m/チベット)初登頂。(鈴木清彦,角谷道弘,竹内洋岳,加藤慶信,高橋和弘,中村進,小林尚礼,高橋純一,佐藤大輔)
- 2003年5月16日 - アンナプルナI峰[南壁ルート](8,091m)登頂。(高橋和弘,早川敦,森章一,加藤慶信,天野和明)
- 2006年9月30日 - マナスル[北東壁ルート](8,163m)ガイドとして登頂。(角谷道弘,加藤慶信等9名)

## TV出演
- 1995年 『20歳の趣味講座』（NHK）
- 2001年 『ウッチャンナンチャンのウリナリ!!』マッターホルン登山部（日本テレビ）
- 2001-2002年 『ズームイン朝』（日本テレビ）
- 2010年 『世界の果てまでイッテQ!新春3時間珍獣祭りスペシャル』（日本テレビ）